# Record d'Europe du lancer du marteau
Pour un article plus général, voir Records d'Europe d'athlétisme.
Les records d'Europe du lancer du marteau sont actuellement détenus par l'Ukrainien Youri Sedykh qui établit un lancer à 86,74 m le 30 août 1986 lors des championnats d'Europe 1986 de Stuttgart, en Allemagne, et par la Polonaise Anita Włodarczyk, créditée de 82,98 m le 28 août 2016 à Varsovie en Pologne. Ces deux performances constituent les actuels records du monde.
Le premier record d'Europe masculin homologué par l'Association européenne d'athlétisme est établi par l'Irlandais Patrick O'Callaghan en 1933 avec la marque de 56,67 m. En 1994, la Russe Olga Kuzenkova devient la première détentrice du record d'Europe féminin avec 66,84 m.

## Progression

### Hommes
| Marque  | Athlète             | Lieu             | Date              |
| ------- | ------------------- | ---------------- | ----------------- |
| 56,67 m | Patrick O'Callaghan | Wexford          | 29 septembre 1933 |
| 59,57 m | Imre Németh         | Katowice         | 4 septembre 1949  |
| 59,88 m | Imre Németh         | Budapest         | 19 mai 1950       |
| 60,34 m | József Csermák      | Helsinki         | 24 juillet 1952   |
| 61,25 m | Sverre Strandli     | Oslo             | 14 septembre 1952 |
| 62,36 m | Sverre Strandli     | Oslo             | 5 septembre 1953  |
| 63,34 m | Mikhail Krivonosov  | Berne            | 29 août 1954      |
| 64,05 m | Stanislav Nenashev  | Bakou            | 12 décembre 1954  |
| 64,33 m | Mikhail Krivonosov  | Varsovie         | 4 août 1955       |
| 64,52 m | Mikhail Krivonosov  | Belgrade         | 19 septembre 1955 |
| 65,85 m | Mikhail Krivonosov  | Naltchik         | 25 avril 1956     |
| 66,38 m | Mikhail Krivonosov  | Minsk            | 8 juillet 1956    |
| 67,32 m | Mikhail Krivonosov  | Tachkent         | 22 octobre 1956   |
| 67,92 m | Vasiliy Rudenkov    | Moscou           | 5 septembre 1959  |
| 68,22 m | Gyula Zsivótzky     | Budapest         | 25 mai 1960       |
| 69,53 m | Gyula Zsivótzky     | Budapest         | 14 août 1960      |
| 69,58 m | Gyula Zsivótzky     | Budapest         | 8 septembre 1962  |
| 69,64 m | Gyula Zsivótzky     | Belgrade         | 16 septembre 1962 |
| 70,42 m | Gyula Zsivótzky     | Budapest         | 23 septembre 1962 |
| 71,02 m | Romuald Klim        | Oslo             | 21 août 1965      |
| 73,74 m | Gyula Zsivótzky     | Debrecen         | 4 septembre 1965  |
| 73,76 m | Gyula Zsivótzky     | Budapest         | 14 septembre 1968 |
| 74,52 m | Romuald Klim        | Budapest         | 15 juin 1969      |
| 74,68 m | Anatoliy Bondarchuk | Le Pirée         | 20 septembre 1969 |
| 75,48 m | Anatoliy Bondarchuk | Rivne            | 12 octobre 1969   |
| 76,40 m | Walter Schmidt      | Lahr/Schwarzwald | 4 septembre 1971  |
| 76,60 m | Reinhard Theimer    | Erfurt           | 4 juillet 1974    |
| 76,66 m | Aleksey Spiridonov  | Munich           | 11 septembre 1974 |
| 76,70 m | Karl-Hans Riehm     | Rehlingen        | 19 mai 1975       |
| 77,56 m | Karl-Hans Riehm     | Rehlingen        | 19 mai 1975       |
| 78,50 m | Karl-Hans Riehm     | Rehlingen        | 19 mai 1975       |
| 79,30 m | Walter Schmidt      | Francfort        | 14 août 1975      |
| 80,14 m | Boris Zaychuk       | Moscou           | 9 juillet 1978    |
| 80,32 m | Karl-Hans Riehm     | Heidenheim       | 6 août 1978       |
| 80,38 m | Youri Sedykh        | Leselidze        | 16 mai 1980       |
| 80,46 m | Jüri Tamm           | Leselidze        | 16 mai 1980       |
| 80,64 m | Youri Sedykh        | Leselidze        | 16 mai 1980       |
| 81,66 m | Sergey Litvinov     | Sotchi           | 24 mai 1980       |
| 81,80 m | Youri Sedykh        | Moscou           | 31 juillet 1980   |
| 83,98 m | Sergey Litvinov     | Moscou           | 4 juin 1982       |
| 84,14 m | Sergey Litvinov     | Moscou           | 21 juin 1983      |
| 86,34 m | Youri Sedykh        | Cork             | 3 juillet 1984    |
| 86,66 m | Youri Sedykh        | Tallinn          | 22 juin 1986      |
| 86,74 m | Youri Sedykh        | Stuttgart        | 30 août 1986      |

### Femmes
| Marque  | Athlète             | Lieu             | Date            |
| ------- | ------------------- | ---------------- | --------------- |
| 66,84 m | Olga Kuzenkova      | Adler            | 23 février 1994 |
| 66,86 m | Mihaela Melinte     | Bucarest         | 4 mars 1995     |
| 67,08 m | Olga Kuzenkova      | Moscou           | 24 mai 1995     |
| 68,14 m | Olga Kuzenkova      | Moscou           | 5 juin 1995     |
| 68,16 m | Olga Kuzenkova      | Moscou           | 18 juin 1995    |
| 69,42 m | Mihaela Melinte     | Cluj-Napoca      | 12 mai 1996     |
| 69,58 m | Mihaela Melinte     | Bucarest         | 8 mars 1997     |
| 71,22 m | Olga Kuzenkova      | Munich           | 22 juin 1997    |
| 73,10 m | Olga Kuzenkova      | Munich           | 22 juin 1997    |
| 73,14 m | Mihaela Melinte     | Poiana Brașov    | 16 juillet 1998 |
| 75,29 m | Mihaela Melinte     | Clermont-Ferrand | 13 mai 1999     |
| 75,97 m | Mihaela Melinte     | Clermont-Ferrand | 13 mai 1999     |
| 76,05 m | Mihaela Melinte     | Rüdlingen        | 29 août 1999    |
| 76,07 m | Mihaela Melinte     | Rüdlingen        | 29 août 1999    |
| 77,06 m | Tatyana Lysenko     | Moscou           | 15 juillet 2005 |
| 77,26 m | Gulfiya Khanafeyeva | Toula            | 12 juin 2006    |
| 77,41 m | Tatyana Lysenko     | Joukovski        | 24 juin 2006    |
| 77,80 m | Tatyana Lysenko     | Tallinn          | 15 août 2006    |
| 77,96 m | Anita Włodarczyk    | Berlin           | 22 août 2009    |
| 78,30 m | Anita Włodarczyk    | Bydgoszcz        | 6 juin 2010     |
| 79,42 m | Betty Heidler       | Halle            | 21 mai 2011     |
| 79,58 m | Anita Włodarczyk    | Berlin           | 31 août 2014    |
| 81,08 m | Anita Wlodarczyk    | Wladyslawowo     | 1er août 2015   |
| 82,29 m | Anita Włodarczyk    | Rio de Janeiro   | 15 août 2016    |
| 82,98 m | Anita Włodarczyk    | Varsovie         | 28 août 2016    |